# SB 3a
Die Dampflokomotivreihe SB 3a war eine Tenderlokomotivreihe der österreichischen Südbahn (SB).
Die vier kleinen Tenderlokomotiven wurden von der Südbahn für den Lokalverkehr 1884/85 von der Lokomotivfabrik Floridsdorf beschafft.
Zur BBÖ kamen 1923 bei der Verstaatlichung der in Österreich gelegenen Strecken der Südbahn noch zwei Stück, die als 385.01–02 bezeichnet wurden.
Sie wurden 1928 und 1930 ausgemustert.
Eine Maschine kam zur Alpine in deren Werk in Kindberg.